# Genesis revisited II
Genesis revisited II is een studioalbum van Steve Hackett. Hacket was in de beginjaren zeventig gitarist van de muziekgroep Genesis. Hij verliet die band, omdat hij naar eigen zeggen te weinig zeggenschap had in de muzikale richting die de band wilde volgen na het vertrek van Peter Gabriel. Van die periode met maar twee studioalbums is echter relatief weinig terug te vinden op dit album, de meeste stukken komen uit het Gabrieltijdperk. Tevens speelde Hackett een aantal van zijn eigen stukken opnieuw in. Ook is er overlap. Het nummer Please don't touch was bedoeld voor het album Wind & Wuthering, Shadow of the Hierophant voor Foxtrot, aldus Hackett in het boekje. 
Simon Collins en Dave Kerzner zouden naar aanleiding van dit album hun band Sound of Contact oprichten.

## Musici
- Steve Hackett – gitaar (alle tracks), zang 1.3; 2.10)
- Michael Åkerfeldt – zang (1.3)
- Nick Beggs – basgitaar (1.9; 2.4; 2.7; 2.11)
- Simon Collins – zang (1.3)
- Dick Driver – contrabas (1.1; 1.10; 2.1; 2.9)
- Francis Dunnery – zang (1.3; 1.5)
- Rachel Ford – cello (1.1; 2.1; 2.9)
- John Hackett – dwarsfluit (1.1.; 1.4; 1.5; 1.10; 2.2; 2.9)
- Jakko Jakszyk – zang (2.3)
- Conrad Keely -  zang (1.3)
- Nik Kershaw – zang (1.4)
- Roger King – toetsinstrumenten (allen behalve 1.2)
- Dave Kerzner – toetsinstrumenten (1.3)
- Amanda Lehmann – zang (2.3; 2.5; 2.08; 2.11)
- Jo Lehmann - achtergrondzang
- Nick Magnus (toetsinstrumenten (2.10)
- Neal Morse – zang (2.2)
- Peter Mulford – basgitaar (2.1; 2.5; 2.8)
- Gary O'Toole – slagwerk (allen behalve 1.2; 1.3; 1.5; 2.3; 3.9), tevens zang (1.6; 1.7)
- Lee Pomery – basgitaar (1.3; 1.4; 1.6; 1.7; 1.8; 1.10; 2.2)
- Steve Rothery – gitaar – (1.4)
- Jeremy Stacey  - slagwerk (1.3; 1.5)
- Roine Stolt – gitaar (2.2)
- Nad Sylvan – zang (1.8; 1.10; 2.4)
- Christine Townsend – viool, altviool (1.1; 1.9; 2.1; 2.9)
- Rob Townsend – sopraansaxofoon, tenorsaxofoon, fluitje (1.5; 1.8; 1.9; 2.1; 2.7; 2.10, 2.11)
- John Wetton – zang (2.8)
- Steven Wilson – zang (1.9; 2.11)
- de Hongaarse band Djabe – begeleiding (2.10)

## Muziek
| Nr. | Titel | origineel album                | Duur  |
| --- | --- | ------------------------------ | ----- |
| 1.  | The chamber of 32 doors (Tony Banks, Mike Rutherford, Peter Gabriel, Steve Hackett, Phil Collins)         | The Lamb Lies Down on Broadway | 6:00  |
| 2.  | Horizons (Tony Banks, Mike Rutherford, Peter Gabriel, Steve Hackett, Phil Collins)                        | Foxtrot                        | 1:41  |
| 3.  | Supper's ready (Tony Banks, Mike Rutherford, Peter Gabriel, Steve Hackett, Phil Collins)                  | Foxtrot                        | 23:35 |
| 4.  | The lamia (Tony Banks, Mike Rutherford, Peter Gabriel, Steve Hackett, Phil Collins)                       | The Lamb Lies Down on Broadway | 7:47  |
| 5.  | Dacing with the moonlit knight (Tony Banks, Mike Rutherford, Peter Gabriel, Steve Hackett, Phil Collins)  | Selling England by the Pound   | 8:10  |
| 6.  | Fly on a windshield (Tony Banks, Mike Rutherford, Peter Gabriel, Steve Hackett, Phil Collins)             | The Lamb Lies Down on Broadway | 2:54  |
| 7.  | Broadway melody of 1974 (Tony Banks, Mike Rutherford, Peter Gabriel, Steve Hackett, Phil Collins)         | The Lamb Lies Down on Broadway | 2:23  |
| 8.  | The musical box (Tony Banks, Mike Rutherford, Peter Gabriel, Steve Hackett, Phil Collins)                 | Nursery Cryme                  | 10:57 |
| 9.  | Can-utility and the coastliners (Tony Banks, Mike Rutherford, Peter Gabriel, Steve Hackett, Phil Collins) | Foxtrot                        | 5:50  |
| 10. | Please don't touch (Steve Hackett)                                                                        | Please don't touch             | 4:03  |

| Nr. | Titel                                                                          | origineel album       | Duur  |
| --- | ------------------------------------------------------------------------------ | --------------------- | ----- |
| 1.  | Blood on the rooftops (Steve Hackett, Phil Collins)                            | Wind & Wuthering      | 6:56  |
| 2.  | The return of the giant hogweed (Tony Banks, Mike Rutherford)                  | Nursery Cryme         | 8:46  |
| 3.  | Entangled (Steve Hackett, Tony Banks)                                          | A Trick of the Tail   | 6:35  |
| 4.  | Eleventh Earl of Mar (Tony Banks, Steve Hackett, Mike Rutherford)              | Wind & Wuthering      | 7:51  |
| 5.  | Ripples (Mike Rutherford, Tony Banks)                                          | A Trick of the Tail   | 8:14  |
| 6.  | Unquiet slumbers for the sleepers (Steve Hackett, Mike Rutherford)             | Wind & Wuthering      | 2:12  |
| 7.  | In that quiet earth (Steve Hackett, Mike Rutherford, Tony Banks, Phil Collins) | Wind & Wuthering      | 4:47  |
| 8.  | Afterglow (Tony Banks)                                                         | Wind & Wuthering      | 4:09  |
| 9.  | A tower struck down (John Hackett, Steve Hackett)                              | Voyage of the acolyte | 4:45  |
| 10. | Camino royale (Steve Hackett, Nick Magnus)                                     | Highly strung         | 6:19  |
| 11. | Shadow of the Hierophant (Steve Hackett, Mike Rutherford)                      | Voyage of the acolyte | 10:45 |

In 2013 kwam er ook een selectie uit van bovenstaande nummers, aangevuld met het lied Carpet crawlers, gezongen door Ray Wilson.